# Dobbe

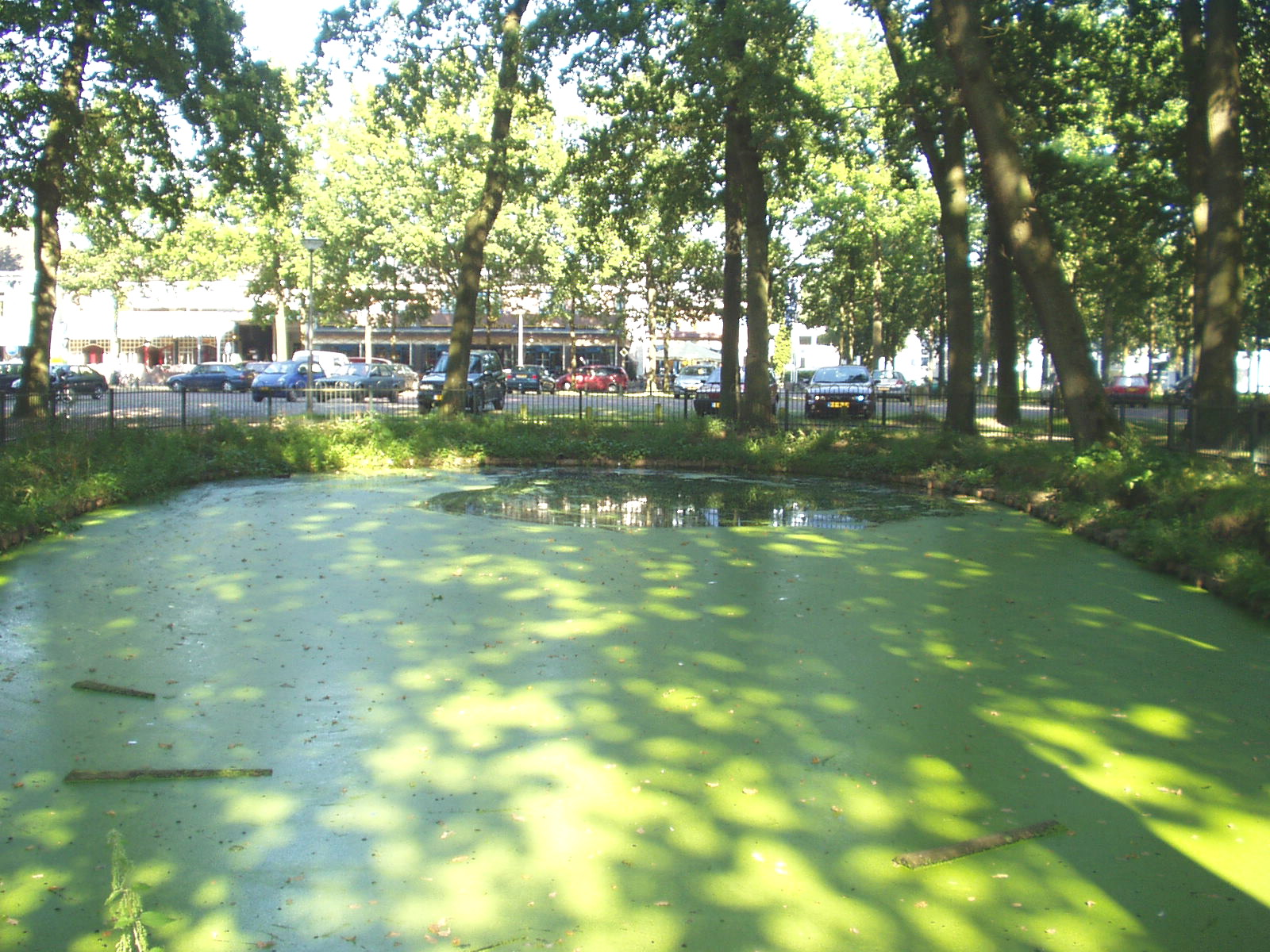
Branddobbe op de Grote Brink in Zuidlaren in 2005.

Een dobbe is een natuurlijke of gegraven poel in de regel zonder aan- of afvoer van waterlopen. In of nabij nederzettingen waren het vaak bluswatervijvers. Veelal waren het ook drink- of wasplaatsen voor het vee.
Op het Drents Plateau zijn waterplassen die 'dobbe' worden genoemd  rijkelijk aanwezig. Het betreft vaak laagtes in het gebied die waren verland door veenontwikkeling. Deze verveende plassen worden veentjes of veenties genoemd. Vanwege de behoefte aan turf voor brandstof werden de meeste in de loop van honderden jaren uitgeveend, waarna ze als waterreservoir dienst gingen doen.
Ook in Groningen en Friesland komt de aanduiding 'dobbe' veel voor. In het kweldergebied gelegen dobbes zijn omgeven door een kade waardoor ze tevens als hoogwater vluchtplaats dienst kunnen doen. Daarnaast werden ze gegraven op het hoogste punt van terpen, wierden, Warften en Halligen. Als zodanig werden ze ook feit(h) of fehting genoemd. 
In 2012 werd door archeologen een 2000 jaar oude dobbe blootgelegd aan de rand van de terp van Dronrijp.
Een Gronings gezegde luidt: Hai het oet dob dronken, wat betekent: Hij weet wat er in de wereld te koop is.
Veel dobbes hebben hun functie als reservoir voor bluswater verloren en zijn dan ook gedempt. Het dorp Zuidlaren heeft nog een branddobbe of 'braandkoele' op de grote brink. Het eveneens Drentse dorp Dwingeloo had oorspronkelijk elf dobbes. Van de drie op de brink is alleen De Riete nog aanwezig. De Grote Dobbe van het vroegere dorp Zoetermeer in Zuid-Holland maakt nu prominent deel uit van een winkelcentrum in deze stad.
In Zeeland wordt een buitendijks gelegen dobbe met een ringvormige kade een hollestelle genoemd.